# کوین کیم
 کوین کیم (انگلیسی: Kevin Kim؛ زاده ۲۶ ژوئیهٔ ۱۹۷۸) یک تنیس‌باز اهل ایالات متحده آمریکا است.